# Жасмін Томпсон
Жасмін Ін Томпсон (англ. Jasmine Ying Thompson; нар. 8 листопада 2000 року) — британська співачка і автор пісень англо-китайського  походження. Почавши випускати кавер-версії хітів в 2010 році, досягла широкого визнання після виконання пісні «Sun Goes Down» у стилі діп-хаус, продюсером якої був Робін Шульц. Ця пісня потрапила в чарти «ТОП 10» кількох країн у тому числі Австралії, Німеччини, Австрії та Швейцарії.
У 2015 році канал співачки на YouTube зібрав більше 1.8 мільйона підписників і понад 220 мільйонів переглядів. Її акустичний кавер на пісню Чакі Хан «Ain't Nobody» піднявся до 32 місця в чарті синглів Великої Британії, після того, як був використаний в рекламі мережі супермаркетів Sainsbury's.
Ремікс від діджея Фелікса Жанна на цей ковер в 2015 році став супер-хітом і піднявся на 2 місце в чарті Великої Британії, потрапивши також в чарти ряду інших країн. Відео отримало понад 100 мільйонів переглядів в інтернеті. Allmusic у своїх рецензіях часто порівнює голос Жасмін Томпсон з «лампою розжарювання».

## Кар'єра

### 2013:Bundle of Tantrums
У липні 2013 року Томпсон випустила кавер-версію пісні Naughty Boy «La La La». У серпні вона випустила ще три кавери: на пісню Тейлор Свіфт «Everything Has Changed» (в дуеті з Джеральдом Ko), «Let Her Go» виконавця Passenger і кавер-версію композиції Девіда Ґетті «Titanium». У вересні того ж року вона випустила свій дебютний альбом Bundle of Tantrums, який включав в себе такі сингли, як «La La La», «Let Her Go» і «Titanium». У вересні 2013 року співачка записала кавер-версію на пісню Чакі Хан «Ain't Nobody». Цей кавер використовувався в рекламі мережі супермарткетів Sainsbury's і досяг 32 місця в UK Singles Chart. У жовтні 2013 року вона випустила міні-альбом Under the Willow Tree. Ввійшла туди пісня «Run» мала певний успіх у Європі та США. Виступала разом з австралійським поп-співаком Коді Сімпсоном під час його акустичного турне, яке закінчилося в Бірмінгемі. Під час цього вона публікувала фотографії її фанатів у Твіттері, висловлюючи подяку за їх підтримку.

### 2014—2015:Another Bundle of Tantrums
20 квітня 2014 співачка випустила свій другий студійний альбом Another Bundle of Tantrums. Він зайняв 126 місце в UK Albums Chart. У вересні 2014 року Томпсон записала кавер на пісню «Everybody Hurts», який був використаний компанією BBC в осінньому трейлері серіалу «Жителі Іст-Енда». У трейлері були показані персонажі Кет Мун, Шерон Уоттс і Лінда Картер, які співали слова з пісні Жасмін. 25 травня 2015 Томпсон оголосила на своїй сторінці в Facebook, що вона підписала контракт з лейблом Atlantic Records. Пізніше був випущений перший під цим лейблом сингл «Adore». У 2015 році німецький продюсер та діджей Фелікс Жаен  випустив ремікс «Ain't Nobody», оригінал якого був випущений Жасмін в 2013 році під назвою «Ain't Nobody (Loves Me Better)». Пісня стала світовим хітом, зайнявши перші рядки чартів Австрії, Німеччини, Угорщини, Ізраїлю та Нідерландів, а також увійшовши в десятки перших в списках Бельгії, Данії, Фінляндії, Франції, Румунії, Швеції та Швейцарії.

## Дискографія

### Студійні альбоми
| Bundle of Tantrums         | - Випущений: 6 вересня 2013 - Лейбл: N/A (незалежний) - Формат: Цифрова дистрибуція | 160 | 8 |
| Another Bundle of Tantrums | - Випущений: 20 квітня 2014 - Лейбл: N/A (незалежний) - Формат: Цифрова дистрибуція | 126 | 9 |

### Міні-альбоми
| Назва                 | Деталі                                                                                   |
| --------------------- | ---------------------------------------------------------------------------------------- |
| Under the Willow Tree | - Випущений: 20 жовтня 2013 - Лейбл: N/A (незалежний) - Формат: Цифрова дистрибуція      |
| Take Cover            | - Випущений: 9 грудня 2014 - Лейбл: N/A (незалежний) - Формат: Цифрова дистрибуція       |
| Adore                 | - Випущений: 18 вересня 2015 - Лейбл: Atlantic Records - Формат: CD, Цифрова дистрибуція |

### Сингли

#### Як ведучий артист
| 2013                                                                  | «Ain’t Nobody» | 32 | —  | 76 | —  | 32 | —  |       |
| 2015                                                                  | «Adore»        | —  | 91 | —  | 34 | —  | 39 | Adore |
| 2015                                                                  | «Do It Now»    | —  | —  | —  | —  | —  | —  | Adore |
| «—» означає, що даний сингл не потрапив в чарти або не був випущений. |                |    |    |    |    |    |    |       |